# Thalloptera socialis
Thalloptera socialis är en tvåvingeart som beskrevs av Borgmeier 1936. Thalloptera socialis ingår i släktet Thalloptera och familjen puckelflugor. Inga underarter finns listade i Catalogue of Life.